# Aurorae Chaos
L'Aurorae Chaos és una estructura geològica del tipus chaos a la superfície de Mart, situada amb el sistema de coordenades planetocèntriques a -4.67 ° de latitud N i 331.11 ° de longitud E. Fa un diàmetre de 713.92 km. El nom va ser fet oficial per la UAI l'any 1991 i el pren d'una característica d'albedo.